# The L.I.B.R.A.
The L.I.B.R.A. è l'undicesimo album in studio del rapper statunitense T.I., pubblicato nel 2020.

## Tracce
1. The L.I.B.R.A. Introduction (featuring Ms. Pat) – 3:08
2. Hit Dogs Holla (featuring Tokyo Jetz) – 2:01
3. Ring (featuring Young Thug) – 2:54
4. Pardon (featuring Lil Baby) – 4:19
5. On the Hood (featuring 42 Dugg & Mozzy) – 4:04
6. Moon Juice (with Snoop Dogg featuring Jeremih) – 3:35
7. Air & Water Interlude (featuring Rapsody) – 1:39
8. Hypno (featuring Rahky) – 2:20
9. 1/2 Ticket (featuring London Jae & Conway the Machine) – 3:28
10. Respect the Code (with Rick Ross featuring Kes Kross) – 3:35
11. Put Some on It – 2:24
12. Family Connect (featuring Domani) – 3:27
13. Make Amends (featuring Benny the Butcher & Jadakiss) – 3:44
14. Fire & Earth Interlude (featuring Ernestine Johnson Morrison) – 2:00
15. Pantone Blue (featuring Alec Beretz) – 4:20
16. Horizons – 4:04
17. How I Feel (featuring Eric Bellinger & Killer Mike) – 5:22
18. We Did It Big (with John Legend) – 5:19
19. Thank God (featuring 21 Savage) – 4:38
20. Deyjah's Conclusion – 1:40